# Teresa Salgueiro
Pour les articles homonymes, voir Salgueiro.
Teresa Salgueiro, née le 8 janvier 1969 à Lisbonne au Portugal, est une chanteuse portugaise de fado et de chanson populaire au sein du groupe Madredeus de 1987 à 2007.

## Biographie
Née en 1969, Maria Teresa de Almeida Salgueiro grandit dans sa ville natale, à Lisbonne où elle chante du fado et de la bossa nova.
En 1987, elle fait la rencontre du guitariste Pedro Ayres Magalhães. Avec lui et avec des amis, elle fait partie du groupe Madredeus, qui conribue à renouveler l'esthétique musicale de la chanson portugaise. Elle est l'un des personnages centraux du film de Wim Wenders, Lisbon Story sorti en 1994.
En 2007, elle décide avec Fernando Júdice et José Peixoto de quitter le groupe Madredeus et de se consacrer à une carrière solo.
En 2021, elle chante deux chansons en duo avec Patrick Watson pour le nouvel EP du groupe intitulé A Mermaid in Lisbon.

## Discographie

### Solo
- 2006 : Obrigado
- 2007 : Você e eu
- 2007 : La serena
- 2007 : Silence, Night and Dreams
- 2009 : Matriz
- 2012 : O mistério

## Filmographie
- 1994 : Lisbon Story de Wim Wenders
- 2007 : Rio Turvo d'Edgar Pêra